# メモリー・マッスル
『メモリー・マッスル』(Memory Muscle)は、ブルートーンズのフロントマンであるマーク・モリスのソロデビュー・アルバム。

## 解説
| 「 | カリフォルニア風のアルバムが作りたかったんだ。自分がまだ幼かった頃の、お気に入りのレコードのサウンドを再現したかったんだ。それは本当は僕の世代の作品というわけじゃなくて、60年代から70年代初頭のアメリカの西海岸の音楽なんだ、例えば『フォーエヴァー・チェンジズ』（ラヴ）や『噂』（フリートウッド・マック）、『ハーヴェスト』（ニール・ヤング）といったね。 | 」 |

2004年からソロ活動を行ってきたマークの集大成ともいえるアルバムで、上記の発言からわかるように60〜70年代のアメリカのクラシック・ロックに影響を受けたような爽やかさと陰りの同居した仕上がりとなっている。公式発売に一ヶ月ほど先駆けてソロツアーの会場で先行発売された。
また、ほかにアルバムのインスピレーションになったのは、作家カート・ヴォネガットの『スローターハウス5』だという。
アルバムのレコーディングは2007年から始められ、プロデュースにはブルートーンズの『ルクセンブルク』以来の仲となるゴードン・ミルズが担当。また、『インデペンデンス・デイ』や『GODZILLA』、『007 ダイ・アナザー・デイ』など多くの映画音楽を担当しグラミー賞受賞経験もあるデヴィッド・アーノルドが数曲のストリングス・アレンジと、一曲でピアノを担当している。この意外な人脈はマークとデヴィッドがともにリトル・ブリテンにカメオ出演した際に親交ができたということである。また、弟でバンドメイトのスコット・モリスが全曲のベースを担当している。
収録曲の内訳は、『ザ・ファイ・ロウ・ベッドウ EP』収録曲の再録が5曲、このアルバムが初収録となる新曲が4曲、カバー曲が2曲となっており、カバー曲はティーンエイジ・ファンクラブの「アルコホリデイ」と、2007年に死去したリー・ヘイズルウッドの「マイ・オータムズ・ダン・カム」を取り上げている。
先行シングルとして前述のラヴ風のアレンジが印象的な「アイム・シック」がアルバム発売の一週前に発表されており、そちらにはガールズ・アラウドとピクシーズのカバー曲が収録されている。セカンドシングルの「レイ・ロウ」はダウンロード限定発売となった。

## 収録曲
1. ハウ・マギー・ゴット・ハー・バウンス・バック / How Maggie Got Her Bounce Back
2. アイム・シック / I'm Sick
3. ソー・イット・ゴーズ / So It Goes
4. バックル・アップ・ベイビー・ドール / Buckle Up Baby Doll
5. アルコホリデイ / Alcoholiday （ティーンエイジ・ファンクラブのカバー）
6. ディギング・ア・ホール / Digging A Hole
7. レモン・アンド・ライム / Lemon & Lime
8. アンウォンテッド・フレンド / Unwanted Friend
9. ビエンベニード / Bienvenido
10. レイ・ロウ / Lay Low
11. マイ・オータムズ・ダン・カム / My Autumn's Done Come （リー・ヘイズルウッドのカバー）